# Yugo (manga)
Yugo (勇午?) es un manga escrito por Shinji Makari e ilustrado por Akana Shu, publicado en el Kodansha's Afternoon magazine desde 1994 hasta 2004. La serie pasó a publicarse en el Kodansha's Evening, añadiéndole el subtítulo de "el Negociador". Las compilaciones del manga original también añadieron esta frase.
”Yugo”, Yugo the Negotiator or Yugo Koushounin (勇午 交渉人) es el culmen del popular cómic Yu-go que fue publicado en el "Kondasha Afternoon Magazine" del Japan durante un período de 10 años. El manga tuvo una adaptación al anime en 2004 bajo el nombre de Yugo the Negotiator (勇午 ～交渉人～ Yugo ～Koushounin～?). El anime desarrolla los dos primeros arcos principales del mango en un total de 13 episodios.
La serie sigue las aventuras del negociador de rehenes Yugo Beppu a través de varios casos por todo el mundo.

## Argumento
"La negociación consiste en convertir tus palabras en armas". - Estas son las palabras de Yugo Beppu, un negociador de alto nivel que jamás ha perdido un caso. Ha jurado completar cualquier misión que tome sea cual sea la situación. Su únicas armas son las "palabras". Yugo no mata a la gente ni les amenaza con violencia. Usa sus extenso conocimiento, juicio calmado y cree en la gente. Siguiendo éstas creencias Yugo ha completado muchas negociaciones peligrosas con éxito pero las cosas podrían cambiar.
Cuando una mujer le pide que salve a su padre, Yugo debe dirigirse al ardiente desierto de Pakistán en Oriente Medio. Después, debe cruzar las heladas tierras de Siberia en Rusia. ¿Conseguirá Yugo completar las negociaciones con éxito?

## Recepción
Yugo el Negociador fue emitido en el Barbican Centre por el 26 de febrero de 2008. Helen McCarthy hizo la introducción.